# Очилат речен жилещ скат
Potamotrygon motoro е вид хрущялна риба от семейство Potamotrygonidae.

## Разпространение
Видът е разпространен в Аржентина, Бразилия и Парагвай.